# Loudi Nijhoff
Pour les articles homonymes, voir Nijhoff.
Louise Nijhoff, dite Loudi Nijhoff, est une actrice hollandaise, née à Amsterdam le 29 octobre 1900 et morte à Amsterdam le 1er août 1995.

## Biographie
Actrice à la fois au cinéma, à la télévision et au théâtre, elle a remporté un Prix Colombina (nl) en 1966, puis un Theo d'Or en 1972 pour son interprétation dans une adaptation de L'Amante anglaise de Marguerite Duras, mais elle a refusé ce prix par principe, estimant que l'attribution de récompenses faisait partie du passé.
Elle est la cousine du poète et dramaturge Martinus Nijhoff et la belle-sœur de l'homme politique Gijs van Hall, qui était marié à sa sœur Emma.

## Théâtre
- Gijsbrecht van Aemstel de Joost van den Vondel
- Don Carlos de Friedrich von Schiller
- Sainte Jeanne de George Bernard Shaw
- Clair-obscur , d'après L'Amante anglaise de Marguerite Duras